# Louise Laursen
 Der er flere personer med dette navn, se Louise Laursen (bueskytte).
Louise Laursen (født 1988) er en dansk tidligere atlet, der stillede op for AGF.
Louise Laursen vandt bronze ved inde-DM i kort cross 2011.

## Danske mesterskaber
- Sølv 2011 10 km landevej
- Guld 2011 10 km landevej, hold
- Bronze 2011 kort cross
- Guld 2011 kort cross, hold
- Guld 2011 lang cross, hold
- Sølv 2012 10000 m
- Bronze 2012 5000 m
- Bronze 2013 halvmaraton

## Personlige rekorder
- 3000 meter: 9.49,36 København, 3. juni 2011
- 5000 meter: 17.00,11 København, 26. august 2012
- 10000 meter: 35.42,73 Randers, 16. juni 2012